# Lew Szczukin
Lew Kiriłłowicz Szczukin (ros. Лев Кириллович Щукин, ur. 29 października 1923 w Nogińsku, zm. 1 maja 2009 w Mińsku) – radziecki lotnik wojskowy, Bohater Związku Radzieckiego (1951).

## Życiorys
Wkrótce po urodzeniu jego rodzina przeniosła się do Krasnodaru, gdzie później uczył się w szkole średniej i w aeroklubie, a w 1939 wstąpił do Komsomołu. W czerwcu 1941 skończył 10 klas szkoły i złożył podanie o przyjęcie do szkoły pilotów wojskowych w Odessie, jednak wkrótce po ataku Niemiec na ZSRR szkoła ta ewakuowała się do miasta Frunze (obecnie Biszkek). W styczniu 1944 ukończył szkolenie i został skierowany do 13 pułku rezerwowego, po wojnie służył m.in. w dywizji lotniczej w Kobryniu, od 1946 należał do WKP(b), w lipcu 1950 został skierowany na Daleki Wschód, a w marcu 1951 do Chin - miasta Mukden. Uczestniczył w wojnie w Korei w składzie 324 Dywizji Lotnictwa Myśliwskiego Iwana Kożeduba, w czerwcu 1951 został ranny w twarz i odesłany do szpitala, później od sierpnia 1951 do stycznia 1952 ponownie walczył w wojnie koreańskiej, 24 lutego 1952 wraz z pułkiem wrócił do ZSRR. Podczas wojny koreańskiej wykonał 124 loty bojowe i stoczył 37 walk powietrznych, w których strącił osobiście 15 i w grupie 2 samoloty przeciwnika. W 1956 ukończył Akademię Wojskowo-Powietrzną w Monino i otrzymał stopień majora oraz stanowisko pomocnika dowódcy 940 pułku lotniczego, a w 1962 dowódcy tego pułku w Białoruskim Okręgu Wojskowym, w 1967 został zastępcą szefa wydziału przysposobienia bojowego 26 Armii Powietrznej, 1967-1970 dwukrotnie był komenderowany za granicę w celu szkolenia lotników wojskowych Egiptu i Wietnamu, 1973-1977 był doradcą wojskowym bułgarskich sił powietrznych.

## Odznaczenia
- Złota Gwiazda Bohatera Związku Radzieckiego (13 listopada 1951)
- Order Lenina (dwukrotnie - 13 listopada 1951 i 22 września 1952)
- Order Czerwonego Sztandaru (10 października 1951)
- Order Czerwonej Gwiazdy (30 grudnia 1956)
- Medal „Za zasługi bojowe” (19 listopada 1951)
- Order „Za służbę Ojczyźnie” III klasy (Białoruś, 15 kwietnia 1999)

I inne.